# Arachniodes rhomboidea
Arachniodes rhomboidea là một loài thực vật có mạch trong họ Dryopteridaceae. Loài này được (Schott) Ching miêu tả khoa học đầu tiên năm 1964.